# Скот Травис
Скот Травис е барабанист на „Джудас Прийст“. Висок е 193 см.

## Биография
Роден в Норфолк, Вирджиния, САЩ на 6 септември 1961 година. Мести се в Калифорния през 1980 година. Свири в разни групи от 1981 година. От 1987 година свири в Racer X. Барабанист е на „Джудас Прийст“ от 1990 година насам. Участва в албумите на Роб Халфорд от 1993 до 1995 година.